# 曹清 (明朝)
曹清（？—？），字映碧，北直隸保定府蠡縣人，明末清初政治人物。

## 生平
順天府鄉試第一百二十四名舉人，詩二房，崇禎十六年（1643年）癸未科會試第三百一名，三甲第一百六十七名進士，吏部觀政。明亡仕清，任太原知县。

## 家族
曾祖曹行可。祖父曹稳。父曹企值。